# Гін
Гін — час парування у тварин, що супроводжується цілим набором способів поведінки, несхожих для кожного виду.

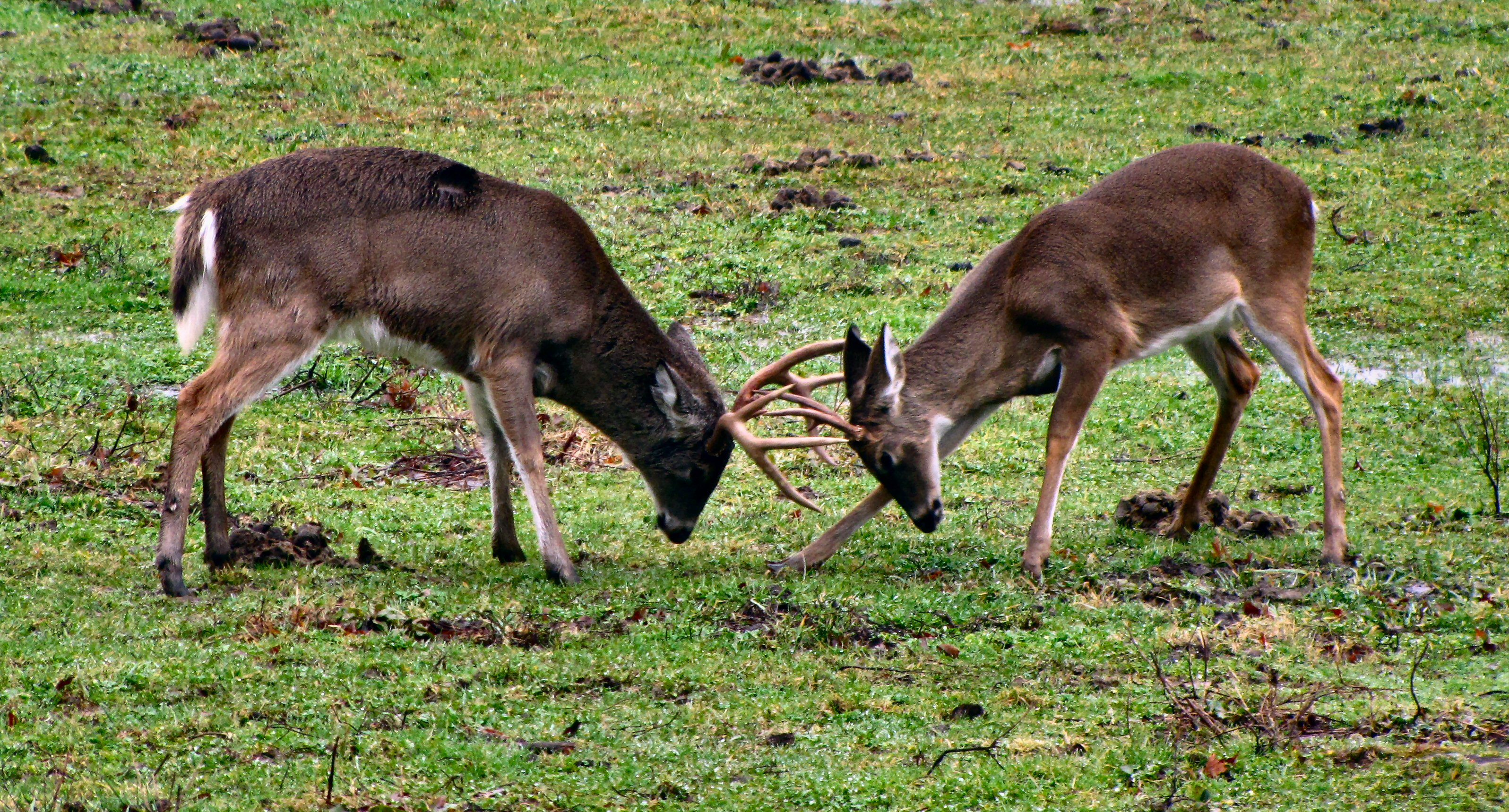
Під час гону

Може відбуватись і декілька разів на рік, коли у самиць ссавців, настає тічка і запахи виділень, починають привертати увагу самців, котрі у боротьбі за право спарювання, робляться бойовитими.
Гін (статеве збудження), це перебіг розмноження ссавців, у тому числі жуйних тварин, таких як олені, вівці, верблюди, зайці, кози, зубри, жирафи та антилопи, але поширюється і на інших: скунсів, слонів тощо. Гін, супроводжується у самців, збільшенням виділення тестостерону, підвищенням статевих диморфізмів і посиленням бойовитості та цікавості до самиць. Самці виду, можуть позначати себе брудом, піддаватися фізіологічним змінам або проявляти особливі ознаки, щоби зробити себе зорово, більш привабливими (помітними) для самиць. Самці, також, використовують запах, щоби заохотити самиць до спарювання за допомогою виділень із залоз і вимочування у власній сечі.
Для різних видів, час гону залежить від тривалості вагітності (кітності), що звичайно відбувається для того, щоби молодь народжувалася навесні, невдовзі після появи нової зелені, що забезпечує їжу для самиць, та дозволяє їм давати молоко дитинчатам, і коли вже досить тепло, щоби зменшити ризик того, що молодь буде переохолоджуватися.